# Gran Premio motociclistico d'Australia 2005
Il Gran Premio motociclistico d'Australia 2005 corso il 16 ottobre alle 15:30 locali (UTC+11), è stato il quindicesimo Gran Premio della stagione 2005 e ha visto vincere: in MotoGP la Yamaha di Valentino Rossi, nella classe 250 la Honda di Daniel Pedrosa e nella classe 125 la Honda di Thomas Lüthi.
Al termine della gara delle 250 lo spagnolo Pedrosa, con due prove d'anticipo, si laurea matematicamente campione mondiale per la seconda volta consecutiva.

## MotoGP

### Arrivati al traguardo
| Pos | Nº | Pilota          | Squadra              | Motocicletta | Giri | Tempo     | Griglia | Punti |
| --- | -- | --------------- | -------------------- | ------------ | ---- | --------- | ------- | ----- |
| 1   | 46 | Valentino Rossi | Gauloises Yamaha     | Yamaha       | 27   | 41:08.542 | 2       | 25    |
| 2   | 69 | Nicky Hayden    | Repsol Honda         | Honda        | 27   | +1.007    | 1       | 20    |
| 3   | 7  | Carlos Checa    | Ducati Marlboro      | Ducati       | 27   | +4.215    | 4       | 16    |
| 4   | 33 | Marco Melandri  | Movistar Honda       | Honda        | 27   | +4.232    | 8       | 13    |
| 5   | 15 | Sete Gibernau   | Movistar Honda       | Honda        | 27   | +14.088   | 3       | 11    |
| 6   | 5  | Colin Edwards   | Gauloises Yamaha     | Yamaha       | 27   | +33.200   | 5       | 10    |
| 7   | 56 | Shin'ya Nakano  | Kawasaki Racing      | Kawasaki     | 27   | +45.055   | 10      | 9     |
| 8   | 6  | Makoto Tamada   | Konica Minolta Honda | Honda        | 27   | +45.103   | 9       | 8     |
| 9   | 24 | Toni Elías      | Fortuna Yamaha       | Yamaha       | 27   | +45.104   | 7       | 7     |
| 10  | 21 | John Hopkins    | Suzuki MotoGP        | Suzuki       | 27   | +50.260   | 11      | 6     |
| 11  | 17 | Chris Vermeulen | Camel Honda          | Honda        | 27   | +50.697   | 14      | 5     |
| 12  | 11 | Rubén Xaus      | Fortuna Yamaha       | Yamaha       | 27   | +1:08.324 | 15      | 4     |
| 13  | 44 | Roberto Rolfo   | d’Antin Pramac       | Ducati       | 27   | +1:31.737 | 16      | 3     |
| 14  | 77 | James Ellison   | Blata WCM            | Blata        | 26   | +1 giro   | 17      | 2     |
| 15  | 27 | Franco Battaini | Blata WCM            | Blata        | 26   | +1 giro   | 18      | 1     |
| 16  | 19 | Olivier Jacque  | Kawasaki Racing      | Kawasaki     | 25   | +2 giri   | 13      |       |

### Ritirati
| Nº | Pilota      | Squadra      | Motocicletta | Giri | Griglia |
| -- | ----------- | ------------ | ------------ | ---- | ------- |
| 4  | Alex Barros | Camel Honda  | Honda        | 22   | 12      |
| 3  | Max Biaggi  | Repsol Honda | Honda        | 0    | 6       |

### Non qualificati
| Nº | Pilota           | Squadra         | Motocicletta |
| -- | ---------------- | --------------- | ------------ |
| 10 | Kenny Roberts Jr | Suzuki MotoGP   | Suzuki       |
| 65 | Loris Capirossi  | Ducati Marlboro | Ducati       |

## Classe 250

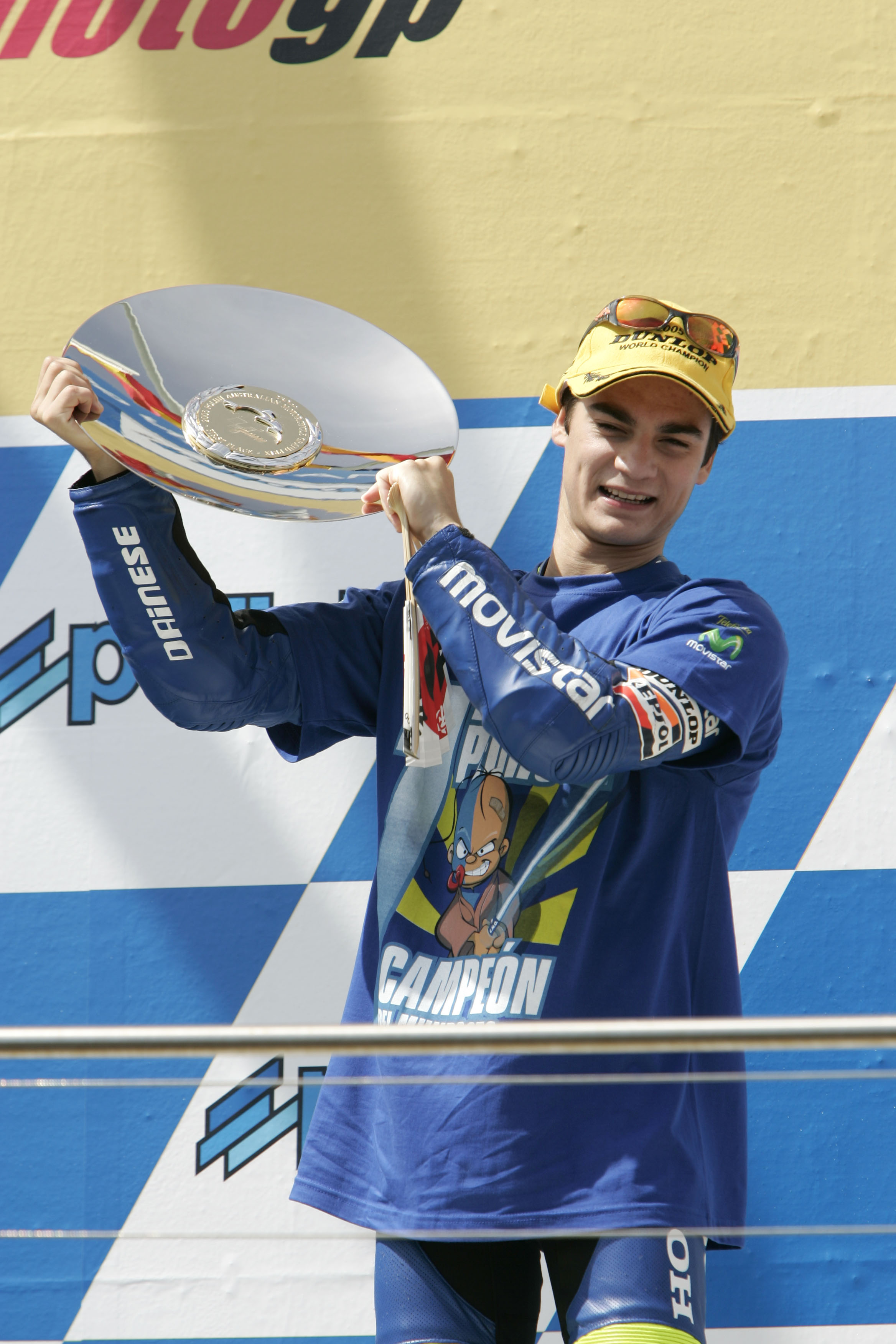
Pedrosa festeggia sul podio dopo aver vinto la gara della classe 250

### Arrivati al traguardo
| Pos | Nº | Pilota            | Squadra                     | Motocicletta | Giri | Tempo     | Griglia | Punti |
| --- | -- | ----------------- | --------------------------- | ------------ | ---- | --------- | ------- | ----- |
| 1   | 1  | Daniel Pedrosa    | Telefonica Movistar Honda   | Honda        | 25   | 39:18.195 | 6       | 25    |
| 2   | 19 | Sebastián Porto   | Aprilia Aspar               | Aprilia      | 25   | +0.027    | 4       | 20    |
| 3   | 48 | Jorge Lorenzo     | Fortuna Honda               | Honda        | 25   | +8.674    | 2       | 16    |
| 4   | 80 | Héctor Barberá    | Fortuna Honda               | Honda        | 25   | +24.838   | 5       | 13    |
| 5   | 34 | Andrea Dovizioso  | Team Scot                   | Honda        | 25   | +24.868   | 7       | 11    |
| 6   | 73 | Hiroshi Aoyama    | Telefonica Movistar Honda   | Honda        | 25   | +24.872   | 8       | 10    |
| 7   | 7  | Randy de Puniet   | Aprilia Aspar               | Aprilia      | 25   | +37.274   | 9       | 9     |
| 8   | 15 | Roberto Locatelli | Carrera Sunglasses - LCR    | Aprilia      | 25   | +47.013   | 10      | 8     |
| 9   | 6  | Alex Debón        | Wurth Honda BQR             | Honda        | 25   | +56.602   | 13      | 7     |
| 10  | 50 | Sylvain Guintoli  | Equipe GP de France - Scrab | Aprilia      | 25   | +56.747   | 14      | 6     |
| 11  | 57 | Chaz Davies       | Aprilia Germany             | Aprilia      | 25   | +1:09.126 | 17      | 5     |
| 12  | 28 | Dirk Heidolf      | Kiefer-Bos-Castrol Honda    | Honda        | 25   | +1:09.796 | 21      | 4     |
| 13  | 96 | Jakub Smrž        | Arie Molenaar Racing        | Honda        | 25   | +1:09.830 | 19      | 3     |
| 14  | 17 | Steve Jenkner     | Nocable.it Race             | Aprilia      | 25   | +1:14.472 | 12      | 2     |
| 15  | 8  | Andrea Ballerini  | Abruzzo Racing              | Aprilia      | 25   | +1:14.497 | 20      | 1     |
| 16  | 24 | Simone Corsi      | MS Aprilia Italia Corse     | Aprilia      | 25   | +1:14.771 | 16      |       |
| 17  | 36 | Martín Cárdenas   | Aprilia Germany             | Aprilia      | 25   | +1:22.080 | 23      |       |
| 18  | 32 | Mirko Giansanti   | Matteoni Racing             | Aprilia      | 24   | +1 giro   | 22      |       |
| 19  | 33 | Arturo Tizón      | Wurth Honda BQR             | Honda        | 24   | +1 giro   | 24      |       |
| 20  | 56 | Mathieu Gines     | Equipe GP de France - Scrab | Aprilia      | 24   | +1 giro   | 27      |       |

### Ritirati
| Nº | Pilota          | Squadra                  | Motocicletta | Giri | Griglia |
| -- | --------------- | ------------------------ | ------------ | ---- | ------- |
| 44 | Tarō Sekiguchi  | Campetella Racing        | Aprilia      | 24   | 15      |
| 25 | Alex Baldolini  | Campetella Racing        | Aprilia      | 17   | 18      |
| 21 | Arnaud Vincent  | Scuderia Fantic Motor GP | Fantic       | 12   | 25      |
| 55 | Yūki Takahashi  | Team Scot                | Honda        | 10   | 11      |
| 63 | Erwan Nigon     | Yamaha Kurz              | Yamaha       | 6    | 26      |
| 27 | Casey Stoner    | Carrera Sunglasses - LCR | Aprilia      | 4    | 1       |
| 5  | Alex De Angelis | MS Aprilia Italia Corse  | Aprilia      | 3    | 3       |

### Non qualificati
| Nº | Pilota          | Squadra                   | Motocicletta |
| -- | --------------- | ------------------------- | ------------ |
| 82 | Mick Kelly      | BP Ultimate/ASF Printing  | Honda        |
| 23 | Nicklas Cajback | Yamaha Kurz               | Yamaha       |
| 81 | Mark Rowling    | Turramurra Cyclery Racing | Yamaha       |
| 20 | Gabriele Ferro  | Scuderia Fantic Motor GP  | Fantic       |

## Classe 125

### Arrivati al traguardo
| Pos | Nº | Pilota             | Squadra                       | Motocicletta | Giri | Tempo     | Griglia | Punti |
| --- | -- | ------------------ | ----------------------------- | ------------ | ---- | --------- | ------- | ----- |
| 1   | 12 | Thomas Lüthi       | Elit Grand Prix               | Honda        | 23   | 38:00.352 | 1       | 25    |
| 2   | 71 | Tomoyoshi Koyama   | Ajo Motorsport                | Honda        | 23   | +2.663    | 6       | 20    |
| 3   | 58 | Marco Simoncelli   | Nocable.it Race               | Aprilia      | 23   | +2.665    | 4       | 16    |
| 4   | 75 | Mattia Pasini      | Totti Top Sport - NGS         | Aprilia      | 23   | +2.673    | 2       | 13    |
| 5   | 36 | Mika Kallio        | Red Bull KTM                  | KTM          | 23   | +2.860    | 5       | 11    |
| 6   | 55 | Héctor Faubel      | Master Aspar                  | Aprilia      | 23   | +2.945    | 13      | 10    |
| 7   | 14 | Gábor Talmácsi     | Red Bull KTM                  | KTM          | 23   | +2.950    | 3       | 9     |
| 8   | 47 | Ángel Rodríguez    | Team Toth                     | Aprilia      | 23   | +3.386    | 12      | 8     |
| 9   | 33 | Sergio Gadea       | Master Aspar                  | Aprilia      | 23   | +10.546   | 22      | 7     |
| 10  | 7  | Alexis Masbou      | Ajo Motorsport                | Honda        | 23   | +10.551   | 17      | 6     |
| 11  | 35 | Raffaele De Rosa   | Matteoni Racing               | Aprilia      | 23   | +10.851   | 14      | 5     |
| 12  | 32 | Fabrizio Lai       | Kopron Racing World           | Honda        | 23   | +11.071   | 9       | 4     |
| 13  | 54 | Manuel Poggiali    | Metis Racing                  | Gilera       | 23   | +11.133   | 15      | 3     |
| 14  | 63 | Mike Di Meglio     | Kopron Racing World           | Honda        | 23   | +11.629   | 7       | 2     |
| 15  | 6  | Joan Olivé         | Nocable.it Race               | Aprilia      | 23   | +15.048   | 10      | 1     |
| 16  | 19 | Álvaro Bautista    | Seedorf RC3 - Tiempo Holidays | Honda        | 23   | +30.883   | 18      |       |
| 17  | 41 | Aleix Espargaró    | Seedorf RC3 - Tiempo Holidays | Honda        | 23   | +30.884   | 19      |       |
| 18  | 22 | Pablo Nieto        | Caja Madrid - Derbi Racing    | Derbi        | 23   | +49.058   | 25      |       |
| 19  | 11 | Sandro Cortese     | Kiefer-Bos-Castrol Honda      | Honda        | 23   | +49.131   | 16      |       |
| 20  | 8  | Lorenzo Zanetti    | Skilled I.S.P.A. Racing       | Aprilia      | 23   | +49.170   | 23      |       |
| 21  | 9  | Toshihisa Kuzuhara | Angaia Racing                 | Honda        | 23   | +50.660   | 26      |       |
| 22  | 43 | Manuel Hernández   | Totti Top Sport - NGS         | Aprilia      | 23   | +51.027   | 28      |       |
| 23  | 46 | Mateo Túnez        | MVA Aspar                     | Aprilia      | 23   | +1:07.317 | 31      |       |
| 24  | 42 | Gioele Pellino     | Malaguti Reparto Corse        | Malaguti     | 23   | +1:09.832 | 29      |       |
| 25  | 28 | Jordi Carchano     | MVA Aspar                     | Aprilia      | 23   | +1:21.312 | 24      |       |
| 26  | 25 | Dario Giuseppetti  | Semprucci Blauer USA          | Aprilia      | 23   | +1:28.227 | 35      |       |
| 27  | 48 | David Bonache      | LG Mobile Ssmracing           | Honda        | 22   | +1 giro   | 33      |       |
| 28  | 69 | Blake Leigh-Smith  | Leigh-Smith Racing            | Honda        | 21   | +2 giri   | 36      |       |

### Ritirati
| Nº | Pilota         | Squadra                    | Motocicletta | Giri | Griglia |
| -- | -------------- | -------------------------- | ------------ | ---- | ------- |
| 10 | Federico Sandi | Angaia Racing              | Honda        | 18   | 30      |
| 81 | Tom Hatton     | Allect Racing              | Honda        | 16   | 38      |
| 18 | Nicolás Terol  | Caja Madrid - Derbi Racing | Derbi        | 13   | 20      |
| 52 | Lukáš Pešek    | Metis Racing               | Derbi        | 8    | 8       |
| 60 | Julián Simón   | Red Bull KTM               | KTM          | 7    | 11      |
| 45 | Imre Tóth      | Team Toth                  | Aprilia      | 6    | 21      |
| 29 | Andrea Iannone | Abruzzo Racing             | Aprilia      | 3    | 34      |
| 15 | Michele Pirro  | Malaguti Reparto Corse     | Malaguti     | 2    | 32      |
| 31 | Sascha Hommel  | Arie Molenaar Racing       | Honda        | 0    | 37      |

### Non partito
| Nº | Pilota        | Squadra    | Motocicletta | Griglia |
| -- | ------------- | ---------- | ------------ | ------- |
| 44 | Karel Abraham | AB Cardion | Aprilia      | 27      |

### Non qualificati
| Nº | Pilota        | Squadra                   | Motocicletta |
| -- | ------------- | ------------------------- | ------------ |
| 70 | Brent Rigoli  | Angelo's Aluminium Racing | Honda        |
| 83 | Rhys Moller   | JBD Racing                | Honda        |
| 82 | Candice Scott | Scott Racing              | Honda        |